# Apiocera hardyi
Apiocera hardyi är en tvåvingeart som beskrevs av Paramonov 1953. Apiocera hardyi ingår i släktet Apiocera och familjen Apioceridae. Inga underarter finns listade i Catalogue of Life.